# لينسي دي بول
لينسي دي بول (بالإنجليزية: Lynsey de Paul) (ولدت لينسي مونكتون روبن ؛ 11 يونيو 1948 - 1 أكتوبر 2014) مغنية ومؤلفة أغاني إنجليزية، مثلت المملكة المتحدة في مسابقة الأغنية الأوروبية ، حققت نجاحًا كبيرًا في سويسرا وحازت على مسيرة ناجحة كممثلة موسيقية وممثلة تلفزيونية حائزة على جائزة إيفور نوفيلو.

## روابط خارجية
- Official website نسخة محفوظة 21 فبراير 2020 على موقع واي باك مشين.
- لينسي دي بول على موقع IMDb (الإنجليزية)
- لينسي دي بول على موقع ميوزك برينز (الإنجليزية)
- لينسي دي بول على موقع أول موفي (الإنجليزية)
- لينسي دي بول على موقع ديسكوغز (الإنجليزية)
- لينسي دي بول على موقع ديسكوغز (الإنجليزية)
- لينسي دي بول على موقع قاعدة بيانات الفيلم (الإنجليزية)
- AllMusic entry
- MusicBrainz
- Offizielle Deutsche Charts